# Servidor del dios
Un servidor del dios (hem-netyer, donde netyer significa "dios") era un título sacerdotal del Antiguo Egipto vinculado a una deidad específica o a un rey fallecido (faraón). Los griegos lo tradujeron como “profeta”, por el supuesto papel de estos sacerdotes en la interpretación de los oráculos.
| R8 | U36 |

| R8 | U36 |

## Funciones
En los templos del Antiguo Egipto, los sacerdotes realizaban sus servicios para diferentes divinidades y reyes difuntos. El nombre de la deidad o del rey servidor se añadía a la designación de hem-netyer. Por ejemplo, el título sacerdotal completo para los dioses era hem-netjer-en-Imen (traducido como 'servidor del dios Amón' o 'profeta de Amón'). En el caso de reyes fallecidos y por tanto, deificados, el título podría ser hem-netyer-Sened ('servidor/profeta de [rey] Sened'), o como en el caso de Sheri, el servidor del dios. 
Desde el Reino Antiguo, se conocen mujeres de familias nobles que llevaban el título de hemet netyer ('servidora del dios' o 'señora del dios'), aunque usualmente, solo servían en templos dedicados a diosas, como Hathor o Neit, al lado de sacerdotes masculinos. Los miembros de la familia real podían desempeñar funciones en los ritos funerarios y también en los templos de las deidades masculinas. Durante la XVIII dinastía, está atestiguado el título de sacerdotisa de "esposa del dios Amón" (hemet-netjer-net-Imen). Por ejemplo, la reina Hatshepsut llevaba este título.

### Rangos
Específicamente en los templos, existían, al menos, tres tipos de sacerdotes, los hem-netyer, los sacerdotes uab y los it-netyer (“padre del dios”). El rango superior del hem-netyer y rango más alto en un templo, era el hem-netjer-tepi ("primer servidor/profeta del dios" o, a veces, el título, más común de sumo sacerdote), que dirigía un número fijo de servidores. Existían, dentro del alto clero los títulos jerárquicos de primer, segundo, tercero y cuarto servidor del dios. Los complejos templarios más grandes de Egipto podían llegar a tener hasta cuatro sumos sacerdotes, que usualmente, eran nombrados por el rey. Algunos sacerdotes de alto rango acumulaban varios títulos o incluso tenían altos rangos en diferentes templos, por lo que usualmente vestían el distintivo ornamentado de todos ellos. Los hem-netyer y hem-netyer-tepi estaban subordinados a un "supervisor de la phyle", que vigilaba el buen funcionamiento de cada una de ellas, el denominado sehedy. Por su parte, el hem-netyer, podía disponer de uno o más sacerdotes uab para que le realizaran servicios domésticos.
En cuanto a los it-netyer, parece que eran sacerdotes uab, ya mayores, que habían alcanzado el nivel de hem-netyer pero que aún no habían sido iniciados formalmente en ese cargo. Una sus funciones parece haber sido caminar frente a la imagen del dios cuando estaba en procesión y rociar agua sagrada por el suelo para purificar el camino.

### Actividades
Las actividades de un hem-netyer se limitaban principalmente a servicios simples en el nivel del bajo clero. Debían estar activos como servidores del dios para los sacerdotes de superior rango. Otras tareas del hem-netyer consistían en funciones de apoyo en las procesiones y las ofrendas diarias para el culto de las respectivas divinidades y estatuas de los dioses que los representaban. Además, los hem-netyer eran utilizados para controlar las áreas de entrada a los santuarios.